# Andrea Nunne
Andrea Nunne (* 1965 in Hannover) ist eine deutsche Politikerin (Bündnis 90/Die Grünen).

## Leben
Andrea Nunne absolvierte eine Ausbildung zur Buchhändlerin, betrieb bis 1997 eine Buchhandlung und ist gegenwärtig bei einem Schulbuchverlag tätig.
Seit 2014 ist Nunne Mitglied von Bündnis 90/Die Grünen. Bei der Bürgerschaftswahl in Hamburg 2020 erhielt sie im Wahlkreis Eppendorf – Winterhude ein Direktmandat in der Hamburgischen Bürgerschaft.